# Josh McErlean
Josh McErlean (Irlanda, 16 de juliol de 1999) és un pilot de ral·li que disputa el Campionat Mundial de Ral·lis amb l'equip  M-Sport Ford WRT.

## Trajectòria
McErlean comença a disputar proves de ral·li l'any 2014 dins del Junior 1000 Rally Challenge britànic, guanyant aquest certamen l'any 2015 i 2016, amb un Peugeot 107. Posteriorment, a partir del 2017, comença a disputar el Campionat de Gran Bretanya de Ral·lis, on aconsegueix guanyar la categoria júnior al 2019, alhora que acabar tercer en el campionat absolut.
L'any 2021, amb Hyundai, disputa la categoria WRC 3 del Campionat Mundial de Ral·lis i al 2022 i 2023 la categoria WRC 2, disputant també de forma puntual proves del Campionat d'Europa de Ral·lis. La temporada 2024 s'incorpora al Toksport WRT 2 per disputar el WRC 2 amb un Škoda Fabia RS Rally2.
Al desembre de 2024, l'equip M-Sport Ford WRT anuncià que Josh McErlean seria pilot oficial del equip per la màxima categoria de cara la temporada 2025, pilotant un dels Ford Puma Rally1 del equip.